# Sleeping Car
Sleeping Car (Brasil: O Galã do Expresso / Portugal: O Expresso do Amor) é um filme britânico de 1933, do gênero comédia, dirigido por Anatole Litvak e estrelado por Madeleine Carroll, Ivor Novello, Stanley Holloway e Laddie Cliff.

## Elenco

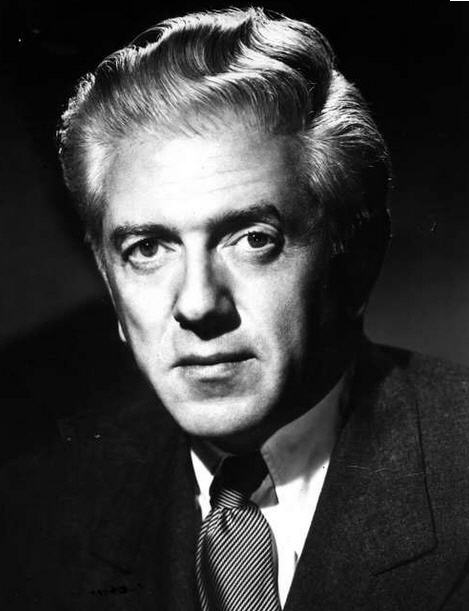
Anatole Litvak, diretor

- Madeleine Carroll - Anne
- Ivor Novello - Gaston
- Laddie Cliff - Pierre
- Kay Hammond - Simone
- Claud Allister - Baron Delande
- Stanley Holloway - François
- Vera Bryer - Jenny
- Ivor Barnard - Durande